# Miomantis aurea
Miomantis aurea es una especie de mantis de la familia Mantidae.

## Distribución geográfica
Se encuentra en Costa de Marfil, Ghana y Guinea.